# Delphine Forest
 (juillet 2017).
- Si vous ne connaissez pas le sujet, laissez ce bandeau (vous pouvez alors contacter les auteurs).
- Si vous supprimez le contenu mis en cause (vous pouvez préalablement contacter les auteurs),

argumentez précisément cette suppression dans la page de discussion
(un manque de référence n'est pas un argument ; une recherche réelle de référence doit avoir été effectuée, être formellement documentée).
 (juillet 2017).
Si vous disposez d'ouvrages ou d'articles de référence ou si vous connaissez des sites web de qualité traitant du thème abordé ici, merci de compléter l'article en donnant les références utiles à sa vérifiabilité et en les liant à la section « Notes et références ».
Pour les articles homonymes, voir Forest.
Delphine Forest est une actrice française née le 28 août 1966 à Paris et morte le 31 janvier 2020 dans cette même ville.

## Biographie
Son père est médecin, sa mère est professeur et présidente d'université (Paris 7).
Elle a fait sa scolarité à l’École Alsacienne où elle découvre le théâtre, grâce à son professeur de français / anglais qui l'encourage dans cette voie. Elle présente le Conservatoire de Paris sans succès l'année de son bac.
Ensuite elle entre au Cours Simon et obtient le 2e prix/concours de 2e année, parallèlement à des études de Langues O, section russe.
Delphine est diplômée de l'Institut de Gemmologie de Moscou.
Elle est la mère de 3 enfants.
Elle meurt le 31 janvier 2020 d'un cancer.

## Filmographie
Sauf indication contraire, les informations mentionnées dans cette section peuvent être confirmées par la base de données cinématographiques IMDb,  présente dans la section « Liens externes ».

### Cinéma
- 1988 : Bonjour l'angoisse de Pierre Tchernia : Natacha Michaud
- 1989 : Boris Godounov d'Andrzej Żuławski : Marina Mnichek
- 1990 : Au bonheur des chiens (C'era un castello con 40 cani) de Duccio Tessari : Violetta
- 1990 : Europa Europa d'Agnieszka Holland : Inna Moyseyevna
- 1990 : Les Amusements de la vie privée de Cristina Comencini : Mathilde/Julie
- 1993 : Le Nombril du monde d'Ariel Zeitoun : Habiba
- 1993 : Mauvais garçon de Jacques Bral : Léa

### Télévision

#### Série télévisée
- 1989 : Les Fiancés : Lucia Mondella

#### Téléfilms
- 2006 : Le Don paisible (Quiet Flows the Don) de Sergueï Bondartchouk : Aksinia
- 2016 : Coup de foudre à Jaipur de Arnauld Mercadier : Marie